# Герб Альтени
На гербі зображено Катерину Олександрійську, покровительку місцевої церкви, побудованої в 1310 році. Святу зображено з мечем і колесом, за допомогою яких її було вбито в 307 р.
Вибір цієї покровительки не був випадковим. За легендою, граф Марк Енгельберт III склав обітницю на місці поховання Святої Катерини в Єрусалимі. Червоні та білі шахові клітини є елементом родинного гербу графів Марк.
Герб міста є досить старим: на печатках XV ст. зустрічається зображення тих самих елементів, що й на сучасному варіанті герба. У своєму нинішньому дизайні він був створений Отто Хаппом в 1938 році.